# No Strings Attached (álbum)
No Strings Attached —en español: Sin Ataduras— es el nombre del segundo álbum de estudio grabado por la boy band estadounidense NSYNC. Fue lanzado al mercado por la compañía discográfica Jive Records el 21 de marzo de 2000. Es el disco de *NSYNC más exitoso de toda su carrera.

## Ventas
El álbum vendió más de 2.4 millones de copias en su primera semana de estreno. Actualmente, No Strings Attached ha vendido más de 16 millones de copias en todo el mundo y más de 11.1 millones solo en los Estados Unidos, convirtiéndose en el álbum mejor vendido de 'N Sync. La gira No Strings Attached del 2000 al 2001 fue para ayudar a que el álbum se vendiera. No Strings Attached estuvo en el puesto #1 de la lista de álbumes de Estados Unidos por 8 semanas consecutivas.
El álbum debutó en #1 en las listas del Billboard 200 vendiendo 2.4 millones de copias en su primera semana de liberación y 1.1 millones en un día. No Strings Attached fue certificado por la RIAA con 11 platinos. En diciembre de 2009, la revista Billboard nombró a No Strings Attached como el álbum de la década de los 2000s.

## Sencillos
Sencillos (todos fueron liberados en el año 2000):
- Bye Bye Bye #4 en el Billboard Hot 100
- It's Gonna Be Me #1 en el Billboard Hot 100
- I'll Never Stop (no fue liberado en América)
- This I Promise You #5 en el Billboard Hot 100 (Yo te voy a amar es la versión en español)

## Lista de canciones
| No Strings Attached |                                                            |                                                                                          |          |  |
| N.º                 | Título                                                     | Escritor(es)                                                                             | Duración |  |
| 1.                  | «Bye Bye Bye»                                              | Andreas Carlsson, Kristian Lundin, Jake Schulze                                          | 3:25     |  |
| 2.                  | «It's Gonna Be Me»                                         | Max Martin, Andreas Carlsson, Rami Yacoub                                                | 3:18     |  |
| 3.                  | «Space Cowboy (Yippie-Yi-Yay)» (con Lisa "Left Eye" Lopes) | JC Chasez, Lisa Lopes                                                                    | 4:28     |  |
| 4.                  | «Just Got Paid»                                            | Gene Griffin, Aaron Hall, Johnny Kemp, Teddy Riley                                       | 4:16     |  |
| 5.                  | «It Makes Me Ill»                                          | Kandi Burrus, Kevin Briggs                                                               | 3:31     |  |
| 6.                  | «This I Promise You»                                       | Richard Marx                                                                             | 4:51     |  |
| 7.                  | «No Strings Attached»                                      | JC Chasez, Bradley Daymond, Alexander Greggs                                             | 3:56     |  |
| 8.                  | «Digital Get Down»                                         | JC Chasez, David Nicoll, Veit Renn                                                       | 4:27     |  |
| 9.                  | «Bringin' da Noise»                                        | JC Chasez, Renn                                                                          | 3:36     |  |
| 10.                 | «That's When I'll Stop Loving You»                         | Diane Warren                                                                             | 4:56     |  |
| 11.                 | «I'll Be Good for You»                                     | Kevin Antunes, Reginald Calloway, Vincent Calloway, Teddy Pendergrass, Justin Timberlake | 4:00     |  |
| 12.                 | «I Thought She Knew» (A Cappella)                          | Robin Wiley                                                                              | 3:27     |  |

En algunos países, el álbum tiene las siguientes pistas adicionales/Lado B:

| Pistas adicionales y Lado B |                                                                 |                                                 |          |  |
| N.º                         | Título                                                          | Escritor(es)                                    | Duración |  |
| 1.                          | «I'll Never Stop»                                               | Kristian Lundin, Max Martin, Alexander Kronlund |          |  |
| 2.                          | «This Is Where the Party's At»                                  | Jolyon Skinner; Veit Renn                       |          |  |
| 3.                          | «Could It Be You»                                               | Skinner; Renn                                   |          |  |
| 4.                          | «If I'm Not the One»                                            | Anders Wikstrom; Fredrik Thomander              |          |  |
| 5.                          | «Are You Gonna Be There?»                                       | Diane Warren                                    |          |  |
| 6.                          | «If Only Through Heaven's Eyes»                                 | Kenneth "Babyface" Edmonds                      |          |  |
| 7.                          | «Yo Te Voy A Amar» (Versión en español de "This I Promise You") | Marx, (Traducida por Anjanette Chirinos)        |          |  |
| 8.                          | «Just Got Paid» (Remix) (con Krayzie Bone)                      |                                                 |          |  |

## Posiciones en las listas
| Año  | Lista                  | Posición |
| ---- | ---------------------- | -------- |
| 2000 | U.S. Billboard 200     | 1        |
| 2000 | Canadá Top 100 Álbumes | 1        |
| 2000 | Australia              | 3        |
| 2000 | Países Bajos           | 6        |
| 2000 | Suiza                  | 7        |
| 2000 | Alemania               | 7        |
| 2000 | Bélgica                | 8        |
| 2000 | Nueva Zelanda          | 12       |
| 2000 | Noruega                | 12       |
| 2000 | Reino Unido            | 14       |
| 2000 | Finlandia              | 14       |
| 2000 | Austria                | 16       |
| 2000 | Suecia                 | 22       |

## Certificaciones y ventas
| País           | Certificaciones | Ventas     |
| -------------- | --------------- | ---------- |
| Estados Unidos | +               | 14,500,000 |
| Canadá         | 7x              | 700,000    |
| Australia      |                 | 70,000     |
| Argentina      |                 | 60,000     |
| Alemania       | [ 3 ]           | 150,000    |
| Reino Unido    | [ 4 ]           | 100,000    |
| Brasil         |                 | 100,000    |
| México         |                 | 75,000     |
| España         |                 | 50,000     |
| Japón          |                 | 100,000    |
| Países Bajos   |                 | 40,000     |
| Nueva Zelanda  |                 | 7,500      |
| Portugal       |                 | 10,000     |